# Acalypha setosa
Acalypha setosa är en törelväxtart som beskrevs av Achille Richard. Acalypha setosa ingår i släktet akalyfor, och familjen törelväxter. Inga underarter finns listade i Catalogue of Life.